# توافق شفاهی
توافق شفاهی(به انگلیسی: Gentlemen's agreement)، توافق‌نامه‌ای غیررسمی و قانونی است که بین دو یا چند طرف غیر الزام‌آور است. این معمولاً شفاهی است، اما ممکن است به عنوان بخشی از توافق‌نامه ناگفته‌ای به موجب قرارداد یا از طریق آداب و معاشرت سودمند، نوشته شود تا به راحتی درک شود. ماهیت توافق شفاهی این است که این توافق به احترام طرفین برای تحقق آن متکی است، نه اینکه به هیچ وجه قابل اجرا باشد. این یک توافق یا قرارداد قانونی است.

## تاریخچه
این عبارت در سوابق پارلمان انگلیس در سال 1821 و در سوابق عمومی ماساچوست در سال ۱۸۳۵ آمده‌است. دیکشنری انگلیسی آکسفورد از مجموعه داستان P. G. Wodehouse در سال ۱۹۲۹ آقای مولینر به عنوان اولین ظاهر این اصطلاح نقل می‌کند.

### صنعت
یک منبع که در اوایل قرن بیستم به عنوان «توافقنامه بین آقایانی که به سمت کنترل قیمت‌ها نگاه می‌کنند»، که به گفته یک منبع به معنای «استخر» است، گزارش شد. چنین توافقی در هر نوع صنعت یافت می‌شود و در صنایع فولاد و آهن بسیار زیاد است.
گزارشی از مجلس نمایندگان ایالات متحده با جزئیات تحقیقات آنها در مورد شرکت فولاد ایالات متحده ادعا می‌کند که دو نوع رابطه شل یا تلفیق بین منافع فولاد و آهن در دهه ۱۸۹۰ وجود دارد که در آن افراد مربوط به مالکیت خود را حفظ می‌کنند و همچنین یک بزرگ درجه استقلال: «استخر» و «توافق آقا».
نوع دوم فاقد هرگونه سازمان رسمی برای تنظیم میزان تولید یا قیمت‌ها یا هرگونه پیش‌بینی برای جلب حق تصرف در صورت تخلف بود. کارایی توافق به اعضای متعهد بود که وعده‌های غیررسمی را حفظ کنند.
در صنعت خودروسازی، تولیدکنندگان ژاپنی توافق کردند که هیچ خودروی تولیدی بیش از ۲۷۶ اسب بخار قدرت نخواهد داشت (۲۰۶ کیلووات؛ ۲۸۰ اسب بخار). این توافق‌نامه در سال ۲۰۰۵ به پایان رسید. تولیدکنندگان آلمانی حداکثر سرعت سالن‌های با کارایی بالا (سدان) و استیشن را به ۲۵۰ کیلومتر در ساعت (۱۵۵ مایل در ساعت) محدود می‌کنند. هنگامی که موتور سیکلت سوزوکی هایابوسا در سال ۱۹۹۹ بیش از ۳۱۰ کیلومتر در ساعت (۱۹۰ مایل در ساعت) عبور کرد، ترس از ممنوعیت یا برخورد قانونی با مقررات اروپا باعث شد سازندگان موتور سیکلت ژاپنی و اروپایی در اواخر سال ۱۹۹۹ با محدودیت ۳۰۰ کیلومتر در ساعت (۱۸۶ مایل در ساعت) موافقت کنند. لیست سریع‌ترین موتورسیکلتهای تولیدی را مشاهده کنید.

### روابط بین‌المللی
احساسات شدید ضد ژاپنی در ساحل غربی ایجاد شد. رئیس‌جمهور آمریکا تئودور روزولت نمی‌خواست ژاپن را با تصویب قانونی برای ممنوعیت مهاجرت ژاپن به ایالات متحده خشمگین کند، همان‌طور که برای مهاجرت چین انجام شده بود. در عوض، یک «توافق شفاهی» غیررسمی (۱۹۰۷–۸) بین ایالات متحده و ژاپن منعقد شد، که به موجب آن ژاپن اطمینان حاصل کرد که رفت‌وآمد به آمریکا بسیار کم است یا نیست. این توافق‌نامه‌ها توسط وزیر امور خارجه ایالات متحده الیوهو روت و وزیر خارجه ژاپن، تاداسو هایاشی انجام شده‌است. این توافق نامه مهاجرت کارگران ژاپنی به ایالات متحده را ممنوع و حکم تفکیک هیئت مدرسه سانفرانسیسکو در کالیفرنیا را لغو کرد، که ژاپنی‌ها را تحقیر و خشمگین کرده بود. این توافق‌نامه به سرزمین هاوایی، که در آن زمان جدا و متفاوت از ایالات متحده رفتار می‌شد، اعمال نمی‌شد.
ااین توافقنامه‌ها تا سال ۱۹۲۴ که کنگره مهاجرت از ژاپن را ممنوع کرد، مؤثر بود. احساسات مشابه ضد ژاپنی در کانادا در همان زمان منجر به توافق نامه هایاشی - لمیوکس شد که به آن "توافق آقایان در سال ۱۹۰۸" نیز گفته می‌شود، با بندهای کاملاً مشابه.

### سیاست‌های تجاری
توافق‌نامه‌های شفاهی برای تنظیم فعالیت‌های بین‌المللی از جمله هماهنگی سیاست‌های پولی یا تجاری منعقد شده‌است. به گفته ادموند اوسماشک در دائرالمعارف سازمان ملل و توافق‌نامه‌های بین‌المللی، این اصطلاح همچنین به عنوان «یک اصطلاح بین‌المللی برای توافق نامه ای که به صورت شفاهی و نه کتبی منعقد شده باشد، اما از نظر قانونی کاملاً معتبر» تعریف شده‌است.
این نوع توافق ممکن است به یک کشور اجازه دهد تا از الزامات قانونی داخلی برای انعقاد یک معاهده رسمی اجتناب کند یا ممکن است مفید باشد وقتی دولتی بخواهد توافق‌نامه‌ای مخفی منعقد کند که برای دولت بعدی لازم‌الاجرا نباشد.
به گفته نویسنده دیگری، همه توافق‌نامه‌های بین‌المللی توافق شفاهی است زیرا کوتاه مدت جنگ، همه قابل اجرا نیستند. اوسماچیک اشاره کرد که بین توافق‌نامه‌های آقایان علنی و موافقت‌نامه‌های مخفی دیپلماتیک تفاوت وجود دارد. در ایالات متحده، منع توافق شفاهی در روابط تجاری بین ایالت‌ها در سال ۱۸۹۰ وارد شد، زیرا ماهیت پنهانی چنین توافق نامه‌هایی از عهده هرکسی خارج بود. در قانون قرارداد انگلیس، برای اینکه توافق لازم‌الاجرا باشد، باید قصد ایجاد روابط حقوقی وجود داشته باشد. اما در معاملات تجاری (به عنوان مثال توافقی که بین اعضای خانواده یا دوستان نیست) یک فرض قانونی «قصد ایجاد روابط حقوقی» جود دارد. با این حال، در پرونده Rose & Frank Co v JR Crompton & Bros Ltd، مجلس اعیان معتقد است که عبارت "این توافق‌نامه … توافق‌نامه رسمی یا قانونی نیست … بلکه فقط یک رکورد از قصد طرفین "برای رد فرض مذکور کافی بود.

### به عنوان یک تاکتیک تبعیض آمیز
توافق‌نامه‌های شفاهی تاکتیک تبعیض آمیز گسترده‌ای بود که گفته می‌شود در حفظ همگنی محله‌های طبقه بالا و حومه در ایالات متحده بیشتر از میثاق‌های محدود کننده است. ماهیت این توافق نامه‌ها اثبات یا ردیابی آنها را بسیار دشوار می‌کرد.

## در فرهنگ ایرانی
در فرهنگ ایرانی توافق شفاهی جایگاه برجسته‌ای داشته‌است و رسومی مانند «تار سبیل گرو گذاشتن» و «ریش گرو گذاشتن» یا عبارت‌هایی چون «حرفش حرف است» در فارسی وجود دارد که ناظر به متعهد بودن سفت و سخت طرفین به توافق شفاهی است.

## در اسلام
در فرهنگ اسلامی توافق شفاهی اعتبار بالایی دارد و متعهد بودن به آن با عنوان «وفای به عهد» شناخته می‌شود. در قران آیات زیادی در مورد وفای به عهد خدا وجود دارد. همین‌طور در گفتار پیامبر اسلام و امامان شیعه تأکید بر وفای به عهد و متعهد بودن به توافق شفاهی دیده می‌شود.